# سید عبدالعلی قوام
سید عبدالعلی قوام (۱۰ تیر ۱۳۲۴ – ۹ خرداد ۱۴۰۲) پژوهشگر، مترجم و استاد علوم سیاسی اهل ایران بود. او استاد تمام دانشکده علوم اقتصاد و سیاسی دانشگاه شهید بهشتی و رئیس اسبق گروه علوم سیاسی این دانشگاه بود. وی همچنین استاد دانشکده حقوق و علوم سیاسی دانشگاه آزاد اسلامی واحد علوم و تحقیقات تهران بود.  
آثار عبدالعلی قوام به عنوان منابع اصول روابط بین‌الملل و سیاست‌های تطبیقی به زبان فارسی شناخته می‌شد و از او به عنوان یکی از چهره‌های اثرگذار در ارتقاء علوم سیاسی در ایران یاد شده بود. کتاب «اصول سیاست خارجی و سیاست بین‌الملل» نوشته عبدالعلی قوام در سال ۱۳۷۰ در مراسم کتاب سال به عنوان اثر برگزیده معرفی شد.

## زندگی
سید عبدالعلی قوام در سال ۱۳۲۴ در شهر قزوین زاده شد. او در سال ۱۳۴۳ وارد مقطع کارشناسی علوم سیاسی دانشگاه ملی ایران شد و در سال ۱۳۴۷ از این دانشگاه مدرک گرفت. سپس به دانشگاه دانشگاه ایلی‌نوی آمریکا رفت و در سال ۱۳۵۲ با مدرک کارشناسی ارشد «اداره امور دولتی» از این دانشگاه فارغ‌التحصیل شد. او پس از آن به انگلستان رفت و پس از گرفتن دومین مدرک کارشناسی ارشد خود در دانشگاه دانشگاه آبردین در رشته «تئوری اجتماعی و سیاست عمومی» در سال ۱۳۵۴ در همان دانشگاه ادامه تحصیل داد و در سال ۱۳۵۷ با مدرک دکتری علوم سیاسی فارغ‌التحصیل شد.
قوام پس از فارغ‌التحصیلی به ایران بازگشت به عضویت هیئت علمی دانشگاه شهید بهشتی درآمد و همزمان ریاست مرکز آموزش و پژوهش سازمان‌های محلی و شهرداری‌های کشور را نیز بر عهده گرفت و تا سال ۱۳۵۹ در این سمت باقی ماند. قوام از سال ۱۳۶۶ تا ۱۳۸۲ مدیریت گروه علوم سیاسی و روابط بین‌الملل دانشگاه شهید بهشتی را برعهده داشت.
کتاب او با نام اصول سیاست خارجی و سیاست بین‌الملل در سال ۱۳۷۰ منتشر و در مراسم کتاب سال جمهوری اسلامی ایران به‌عنوان کتاب برگزیده معرفی شد. او همچنین از سوی رسانه‌های ایران به عنوان متخصص مسائل بین‌الملل شناخته می‌شود و در موضوعات مرتبط با سیاست خارجی گفتگو می‌کند.
آیین نکوداشت سید عبدالعلی قوام در تاریخ ۳۰ بهمن ۱۳۹۷ توسط خانه اندیشمندان علوم انسانی، انجمن علوم سیاسی ایران و انجمن مطالعات صلح ایران در تالار فردوسی خانه اندیشمندان علوم انسانی برگزار شد.
عبدالعلی قوام در ۷۸ سالگی به علت کهولت سن درگذشت.

## آثار
سید عبدالعلی قوام یکی از پرکارترین پژوهشگران علوم سیاسی در سال‌های فعالیت خود بوده‌است. برخی از آثار او به عنوان منابع مقدماتی اصول روابط بین‌الملل و سیاست تطبیقی شناخته می‌شوند. تا کنون از این استاد دانشگاه ۱۵ عنوان تالیف و سه عنوان ترجمه منتشر شده‌است. او همچنین ۵۷ مقاله به زبان فارسی منتشر کرده‌است.
کتاب‌ها
- اهمیت و مسائل حوزه اقیانوس آرام، با همکاری مریم دفتری ۱۳۷۰.
- اصول سیاست خارجی و سیاست بین‌الملل، ۱۳۷۰.
- توسعه سیاسی و تحول اداری، ۱۳۷۱.
- نقد نظریه‌های نوسازی و توسعه سیاسی، ۱۳۷۴.
- سیاست‌های مقایسه‌ای، ۱۳۷۶.
- چالش‌های توسعه سیاسی، ۱۳۸۱.
- جهانی شدن و جهان سوم، ۱۳۸۲.
- روابط بین‌الملل: نظریه‌ها و رویکردها، ۱۳۸۴.
- از منازعه تا همبستگی: بررسی روابط بین‌المللی خاورمیانه از منظر مکتب انگلیسی، با همکاری احمد فاطمی‌نژاد ۱۳۸۷.
- دولت‌سازی، ملت‌سازی و نظریه روابط بین‌الملل، با همکاری افشین زرگر، ۱۳۸۸.
- اتحادیه اروپا: هویت، امنیت و سیاست، با همکاری داود کیانی، ۱۳۸۹.
- سیاست‌شناسی: مبانی علم سیاست، ۱۳۸۹.
- روند دولت‌سازی و ملت‌سازی در قفقاز جنوبی، با همکاری افشین زرگر ۱۳۸۹.
- نظریه روابط بین‌الملل: پیشینه و چشم‌انداز، با همکاری احمد فاطمی‌نژاد و سعید شکوهی ۱۳۹۰.
- دیالوگ میان روابط بین‌الملل و حقوق بین‌الملل در آغاز هزاره سوم: یک مطالعه بین رشته‌ای، ۱۳۹۷.

ترجمه‌ها
- مبانی دیپلماسی: چگونگی مطالعه روابط میان دولت‌ها، نوشته جان ویک لین، ۱۳۶۷.
- تحولات سیاسی و اجتماعی اروپای شرقی تا ۱۹۴۵، نوشته آنتونی پولانسکی، ۱۳۶۹.
- دین و نظریه روابط بین‌الملل، نوشته جک اسنایدر با همکاری رحمت حاجی مینه، ۱۳۹۳.